# Maesaipsyche prichapanyai
Maesaipsyche prichapanyai är en nattsländeart som beskrevs av Malicky och Chantaramongkol 1993. Maesaipsyche prichapanyai ingår i släktet Maesaipsyche och familjen ryssjenattsländor. Inga underarter finns listade i Catalogue of Life.